# Cottus dzungaricus
Cottus dzungaricus är en fiskart som beskrevs av Maurice Kottelat 2006. Cottus dzungaricus ingår i släktet Cottus och familjen simpor. Inga underarter finns listade i Catalogue of Life.